# Liste der Biografien/Hene
Liste der Biografien |
Portal Biografien |
Personensuche
# |
A |
B |
C |
D |
E |
F |
G |
H |
I |
J |
K |
L |
M |
N |
O |
P |
Q |
R |
S |
T |
U |
V |
W |
X |
Y |
Z |
?
 
Ha |
Hd |
He |
Hi |
Hj |
Hk |
Hl |
Hm |
Hn |
Ho |
Hr |
Hs |
Ht |
Hu |
Hv |
Hw |
Hy
 
Hea |
Heb |
Hec |
Hed |
Hee |
Hef |
Heg |
Heh |
Hei |
Hej |
Hek |
Hel |
Hem |
Hen |
Heo |
Hep |
Heq |
Her |
Hes |
Het |
Heu |
Hev |
Hew |
Hex |
Hey |
Hez
 
Hena |
Henb |
Henc |
Hend |
Hene |
Henf |
Heng |
Henh |
Heni |
Henj |
Henk |
Henl |
Henm |
Henn |
Heno |
Henq |
Henr |
Hens |
Hent |
Henu |
Henv |
Henw |
Heny |
Henz
Die Liste der Biografien führt alle Personen auf, die in der deutschsprachigen Wikipedia einen Artikel haben. Dieses ist eine Teilliste mit 24 Einträgen von Personen, deren Namen mit den Buchstaben „Hene“ beginnt.

## Hene
- Hené, Mario (* 1954), deutscher Liedermacher

### Henea
- Heneage, Algernon (1833–1915), britischer Admiral

### Henec
- Henecka, Anneliese (1927–2015), deutsche Bildhauerin
- Henecka, Hans Peter (* 1941), deutscher Soziologe

### Hened
- Henedi, Mohamed (* 1965), ägyptischer Schauspieler, Komiker und Synchronsprecher

### Henef
- Henefeld, Nadav (* 1968), israelischer Basketballtrainer

### Heneg
- Heneghan, Barry, irischer Politiker
- Heneghan, James (1930–2021), britisch-kanadischer Jugendbuchautor

### Henei
- Heneida, Seif (* 2005), katarischer Stabhochspringer
- Henein, Georges (1914–1973), ägyptischer Dichter und Schriftsteller französischer Sprache

### Henek
- Heneker, David (1906–2001), britischer Komponist und Textdichter
- Heneker, William (1867–1939), kanadischer Offizier, zuletzt General in britischen Diensten; Kommandeur der Britischen Rheinarmee (1920)

### Henel
- Henel von Hennenfeld, Nicolaus (1582–1656), deutscher Biograf, Chronist und Historiker
- Henel, Christian (* 1988), deutscher Fußballspieler
- Henel, Edwin Hermann (1883–1953), deutscher Graphiker
- Henel, Hans Otto (* 1888), deutscher Autor und Journalist im sozialistischen Umfeld

### Henem
- Henemark, Camilla (* 1964), schwedische SängerinCamilla Henemark (* 1964)

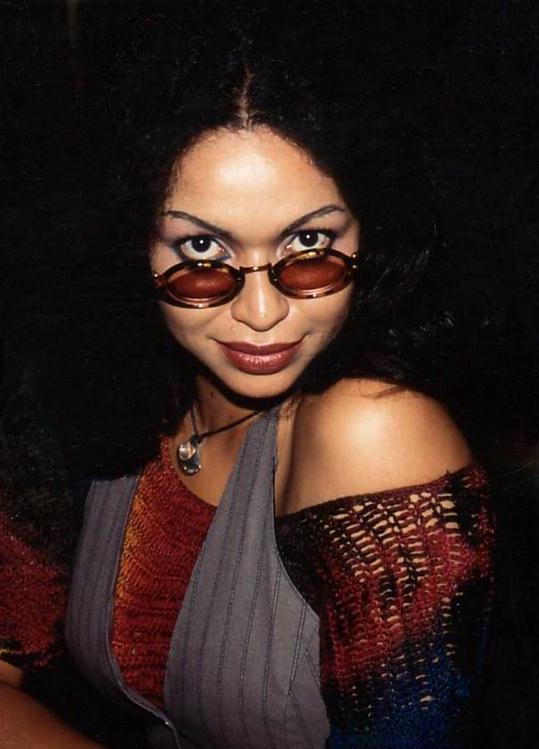
Camilla Henemark (* 1964)

### Henen
- Henenlotter, Frank (* 1950), US-amerikanischer Filmregisseur
- Henenu, altägyptischer Beamter

### Henes
- Henes, Heinrich (1876–1961), deutscher Architekt
- Henešová, Katrina (* 1985), tschechische Schauspielerin
- Henestrosa, Andrés (1906–2008), mexikanischer Autor und Politiker (PRI)

### Heney
- Heney, Francis J. (1859–1937), US-amerikanischer Jurist und Politiker
- Heney, Nina de (* 1962), schwedische Jazz- und Improvisationsmusikerin (Kontrabass)